# 銀座ポップ
銀座ポップ（ぎんざポップ）は、日本のお笑い芸人。TAP所属。

## 来歴
小学2年の時、授業が終わった後で黒板の文字を消すことに面白さを覚えて毎日消し続けていたら帰りの会にて先生から表彰され、ノートを贈られた。その際に大声で喜びを表現してみるとクラスから爆笑が巻き起こり同じことを続けたらまたウケ、中学まで人気者となった。高校において人気者になることはなかったものの心中ではその憧れを募らせていた。
実家は開業医で、医学部に行くという雰囲気がずっと漂っていたため芸能活動は大学進学後と考え、医学部に落ちたことで3浪の後に中央大学理工学部へ入学した（なお、本人は高校進学の際にも1浪しており、「同い年より4年遅れ」と話している）。入学後は友達とネタを作ったりしながらお笑いのような活動を行なっており、26歳（当時大学4年）の時に初めてお笑いライブに出演。しかし、当時は事務所の「ネタ見せ」で合格できなければライブには出られないシステムが自身の肌に合わなかった。大学を卒業以降は服屋でのバイトへ勤めている内に30歳となり、お笑いを続けたい気持ちからNSC東京校へ入学した。
ひたすらネタ見せを続け、一応卒業こそしたが吉本への所属はできず、フリーター生活に戻る。その時にはもう35歳になったことでオフィス北野（当時のTAPの社名）にネタ見せをしようと思い立ち、電話してみたがその頃にネタ見せはやっておらず断られた。ちょうどその頃オフィス北野所属だったなべやかんが毎月ライブを開催しており、そのネット上での掲示板に「芸人志望なんでお手伝いでもなんでもいいんで関わらせてもらえないでしょうか」と書き込むと了承されたことで10年ほどなべやかんの世話になり、ネタ見せもなく月1回ほどライブに出してもらえた。そんな中でオフィス北野でも若手をアピールするための「フライデーナイトライブ」においてネタ見せが始まったことにより、審査をクリアして42歳の頃に正所属となる。なお、26歳でのお笑いライブ初出演、NSC入学時共に本人はお笑いデビューとはカウントせず、先述の35歳の時点で芸歴のスタートとしている。芸名の名付け親はなべやかんで、「田舎者が銀座でポップを目指す」と意味で付けてもらったという。

## 人物
体重50 kg。BWHはそれぞれ81・67・88.5。足の大きさ26 cm。
趣味はLEGO、キン肉マンフィギュア、海水浴、ヒップホップ、ロック、賃貸不動産検索。特技は三点倒立、スーパーボールすくい。
普通自動車免許を所持している。

## 芸風
あるあるをヒップホップに乗せるリズムネタを得意とする。当初は自分の好きなアーティストのインストゥルメンタルを使用していたが著作権の問題によってテレビやネットには流せなくなるため、オリジナルの音源を使うようにしている。

## 出演
- エンタの天使（日本テレビ）
- 北野演芸館（TBS）
- ABEMA Prime（AbemaTV）
- バラエティ開拓バラエティ 日村がゆく（AbemaTV）
- 有田ジェネレーション（TBS）[5]
- 東北魂TV特別版（BSフジ）
- 大野勢太郎の楽園ラジオ〜パワー全開!!〜（NACK5）
- 有吉の壁（日本テレビ）[6]